# دميرتشي حدادان
دميرتشي حدادان هي قرية في مقاطعة كليبر، إيران. عدد سكان هذه القرية هو 312 في سنة 2006.